# Kouichi
Kouichi（コウイチ、1970年8月3日 - ）は、日本のギタリスト、ボーカリスト、作曲家。血液型はO型。三重県出身。

## 来歴
1989年、バンドVIVIAN LEEで活動。ハノイ・ロックスのような音楽性だった。
1991年10月、VIVIAN LEEが解散し、Silver-Roseに加入。
1994年1月、Silver-Roseが解散し、同年7月28日、Laputaに加入。
1996年9月30日、シングル「硝子の肖像」（東芝EMI）でメジャー・デビュー。以降シングル11枚、アルバム8枚、ミニアルバム3枚をリリース。
2004年9月5日、渋谷公会堂でのライヴにてLaputa解散。
2005年1月、ソロプロジェクト「Everlasting-K」の活動開始を発表、同年3月30日、1stミニアルバム『voulez-vouz』をリリースする。
2009年5月10日、並行してボーカリストShauraとの期間限定ユニット「XOVER」の活動を開始。DVD付シングル、アルバム、ライヴDVDリリース。2010年1月5日、CLUB CITTA'でのライヴにてXOVER休止符。

## 作曲スタイル
作曲は、メロディを作ってから、それにコードとリズムをつけているとのこと。楽曲は「作っている途中に限界が見えてしまうと捨てちゃう」とも語っている。

## 影響

### 受けた影響
「VOW WOW、EARTHSHAKER、ANTHEMなどを高校時代によく聴いた」とインタビューで答えており、特にVOW WOWは好きなバンドだという。また、影響を受けたギタリストはイングヴェイ・マルムスティーン と元JUSTY-NASTYの辻剛 である。

### 与えた影響
後続のアーティストに対する影響では、Sadieのギタリスト剣 とDIAURAのギタリスト佳衣、DのギタリストRuizaとHIDE-ZOU などがKouichiに対するリスペクトを表明している。とくに、HIDE-ZOUはグッズもたくさん持ってるほか、「Kouichiさんの機材を参考に買ったことがありました」と述べている。

## 交友関係
プロレスラーのカズ・ハヤシは友人であり、楽曲「舌」を入場テーマ曲として使っていた。

## 使用機材

### ギター
ESPと契約している。
- ESP:HORIZON[12]
シースルー・ブルーのギター。材はボディがメイプル(トップ)とマホガニー(バック)で、ネックにはメイプルの3ピースを採用。指板はエボニー。ピックアップはEMG、フロントが81、リアが89、トレモロがフロイドローズという仕様。コントロールは1ヴォリューム、1トーン、1トグル・スイッチ。1997年現在はJunjiが所有。
- PROCEED:Kouichi CUSTOM[12]
ESP:HORIZONを元に作成されたシースルー・レッドのギター。シェイプ、カラーリング、コントロール、ボディトップ材が変更されている。材はボディがキルテッド・メイプル(トップ)とマホガニー(バック)で、ネックにはメイプルの3ピースを採用。指板はエボニー。ピックアップはEMG、フロントが81、リアが89、トレモロがフロイドローズという仕様。
- ESP:Kouichi CUSTOM[12]
シースルー・ブラウンのギター。基本的な性能はPROCEED:Kouichi CUSTOMと同じであるが、ボディの形状が異なっている。ロングスケールでジャンボフレットが採用されている。ロッキンF誌上でモデル名が一般募集され、その結果カラスと命名された。
- ESP:TE[12]
白いギター。ボディがアルダー、ネックがメイプルで、ボルトオン方式で接続されている。ピックアップはESPオリジナルのもの。クリーンサウンド主体の楽曲「Four leaf clover」の時にだけ登場する。

### エフェクター
いずれも楽園レコーディング時のもの。
- Fulltone THE '69
- KLON Centaur
- Big Muff
- Dyna Comp
- MXR Phase 100
- マイクロ・シンセ
- Roland RE-501
- SMALL CLONE

### 使用アンプ
いずれも楽園レコーディング時のもの。
- MESA/BOOGIE Dual Rectifier
- PEAVY 5150
- Marshall
- ENGL
- MATCHLESS
- Roland JC20

2024/09/28 Laputa 「ALL BURST」公演時
・Kemper Profiler PowerHead
・Marshall JCM900 Lead1960A（キャビネット）

## Everlasting-K
Everlasting-K（エヴァーラスティング・ケイ）は、Kouichiによるソロプロジェクト。Laputa解散後の2005年1月に活動を開始した。

### 概要
VIVIAN LEE→Silver-Rose→Laputaと渡り歩いてきたギタリストkouichiのソロプロジェクト。名前の由来は「自分が死んだ後でも曲や詞が後世に残り永遠のものになればいい」と考えていた時に“Everlasting”という言葉に出会ったことから。“K”はKouichiの頭文字によるものである。
2004年9月のLaputa解散後、メンバーの中で最も早くソロ活動を開始した理由は「自分が何者なのかもわからない程にへこんでいた中でもギターがあり、ずっと曲を作り続けていた。年末からプロジェクトをやるための出会いがあった」からだという。ソロプロジェクトに関しては「自分はギタリストであり、その上で歌っていることを確認する期間があった。ギターありきの“Everlasting-K”ではないかと思う」と語っている。
2ndアルバムを発表した際には、「ソロになった時から、自分の引き出しにないようなスタイルをやりたいと思ってやってきたんですけど、なんか歯車が噛み合ってなかったというか、いろいろ反省点もあって、今回はバンドサウンドに戻したんですよ」といい、「バンドサウンドにしたことで、自分というものを見つけられたかなって思いますね。今回、作っててすごく楽しかったし、自分はこっちだなって」と語っている。

### 来歴
- 2005年1月、活動開始を発表。3月に1stミニアルバム『voulez-vouz』を発売し[7]、6月にワンマンツアー「tour voulez-vouz 2005 〜innocent libido〜」を行う。
- 2006年、2月にマキシシングル「Metamorphose」を発売。3月に1stフルアルバム『Calling』を発売し[7]、ワンマンツアー「tour Calling 2006 〜Perfect Control〜」を開催。8月に2Daysライヴ「Calling of midsummer」を行う。12月にDVD付シングル「CRAZY」を発売、同月ワンマンライブ「Let's Go Crazy Night」をStudio Cube 326で行う。
- 2007年7月、DVD付シングル「Butterfly」を発売。8月に2Daysライヴを行う。

### ディスコグラフィ
アルバム
|   | 発売日         | タイトル       | 規格品番 |
| - | -------------- | -------------- | -------- |
| 1 | 2005年3月30日  | voulez-vouz    | PWSA1004 |
| 2 | 2006年3月1日   | Calling        | PJA-1012 |
| 3 | 2008年3月5日   | Limit of Light | PJA-1046 |
| 4 | 2010年10月20日 | ELK            | PJA-1057 |

シングル
|   | 発売日        | タイトル     | 規格品番 |
| - | ------------- | ------------ | -------- |
| 1 | 2006年2月1日  | Metamorphose | PJA-1011 |
| 2 | 2006年12月6日 | CRAZY        | PJA-1024 |
| 3 | 2007年7月25日 | Butterfly    | PJA-1033 |

映像作品
|   | 発売日       | タイトル                              | 規格品番 |
| - | ------------ | ------------------------------------- | -------- |
| 1 | 2006年8月2日 | tour Calling 2006 〜Perfect Control〜 | PJA-2005 |

### サポートミュージシャン
2005年
- 利華（ギター）　元ROUAGE
- 酒井愁（ドラム）　元MALICE MIZERサポート、元AION
- KOHTA（ベース）　PIERROT

2006
- 利華（ギター）
- Hitoshi（ギター）　元Silver-Rose
- 酒井麿（ドラム）　元BEE PUBLIC
- 黒柳能生（ベース）　SOPHIA

2007
- Hitoshi（ギター）
- ユウイチロー（ドラム）
- 黒柳能生（ベース）

2012年
- 黒柳能生（ベース）
- 酒井愁（ドラム）
- 横山和俊（キーボード、プログラミング）